# Pygoscelis ellsworthi
Pygoscelis ellsworthi (лат.) — вид птиц из рода антарктических пингвинов (Pygoscelis) семейства пингвиновых. Выделен из вида субантарктический пингвин, который, по последним исследованиям, должен быть разделён и преобразован в комплекс из четырёх видов.

## Название
Видовое (ранее — название подвида) название присвоено в честь американского полярного исследователя Линкольна Элсуорта.

## Распространение
Ареал включает Южные Шетландские острова, западную часть Антарктического полуострова, а также Южные Оркнейские острова (по другим данным — от Антарктического полуострова до Южных Сандвичевых островов).

## Описание
Отличия Pygoscelis ellsworthi от остальных таксонов комплекса выделены в основном генетические. Морфологически птицы данного вида в целом подобны представителям (бывшего) номинативного подвида субантарктических пингвинов, но при этом они мельче по размеру и имеют более короткие клювы.